# Desertec

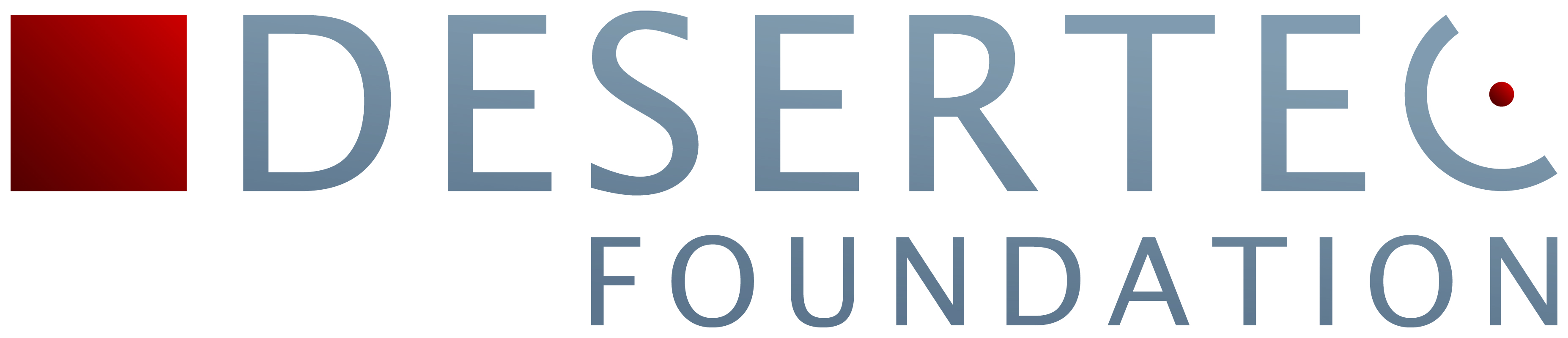
Logo DESERTEC Foundation

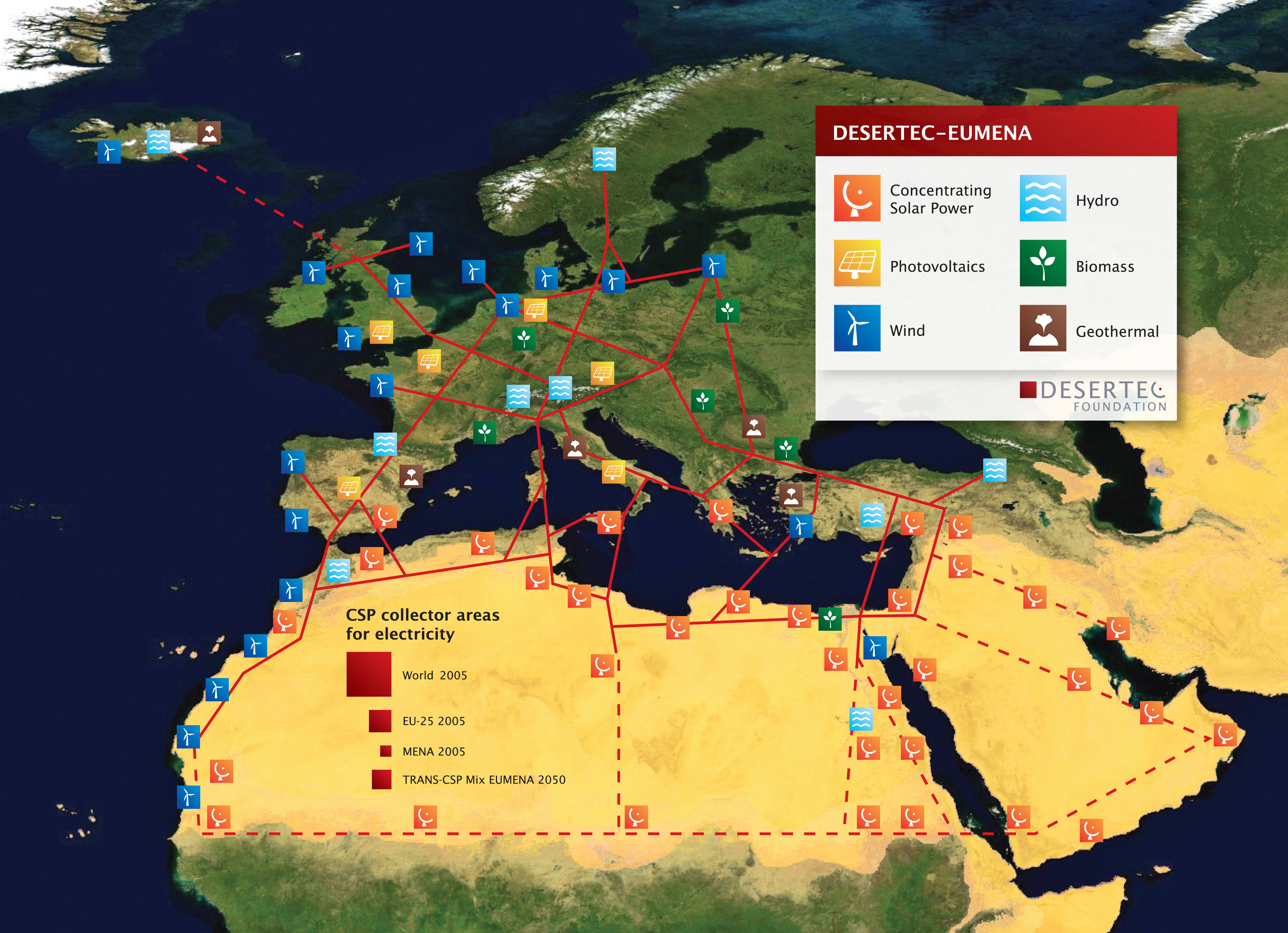
Mapa potenciální infrastruktury pro zásobování Evropy, Blízkého východu severní Afriky energií z obnovitelných zdrojů (Source: DESERTEC Foundation, www.desertec.org)

Desertec je koncept nadace DESERTEC pro využívání sluneční energie pouští na severu Afriky a větrné energie na severozápadě Evropy. Počítá s vybudováním inteligentní sítě elektráren a rozvodů ze severu na jih. Projekt DESERTEC byl zahájen pod záštitou TREC (Transtředozemní spolupráce obnovitelných zdrojů energie) a údajně Římského klubu.

## Popis
Projekt DESERTEC je primárně zaměřen na výrobu elektrické energie z obnovitelných zdrojů energie způsobem šetrným k životnímu prostředí.
Dle dostupnosti a efektivity zdrojů budou využity:
- Větrná energie – severozápadní pobřeží Afriky, západní pobřeží Evropy, Pobaltí, Island
- Solární energie – Sahara, jižní Středomoří, Blízký východ
- Fotovoltaické panely – vybraná místa Evropy s dostatečnou intenzitou dopadajícího slunečního záření
- Vodní energie – všude v oblasti v příhodných hornatých podmínkách na vodních tocích
- Biomasa energie – v oblastech s přebytky zemědělské produkce
- Geotermální energie – v oblastech vhodných pro využití zemského tepla

Jedná se o oblast EU a tzv. MENA (Blízký východ a severní Afrika). Podle návrhu by solární a větrné zdroje zabraly na Sahaře plochu 17 000 km². Vyrobená elektrická energie bude transportována vysokonapěťovými stejnosměrnými kabely.

## Cíl
Cílem projektu je osadit asi 17 tisíc km² Sahary v severní Africe a pouště na Arabském poloostrově solárními elektrárnami. Do roku 2050 by mohlo pokrýt asi 15 % evropské spotřeby elektřiny. Saharské elektrárny se mají stát významnou součástí budoucí evropské energetické distribuční „supersítě" pro obnovitelnou energii.

Plánovaná infrastruktura

Pozitivním dopadem projektu bude diverzifikace a decentralizace zdrojů v Evropě. Zároveň přispěje k nezávislosti evropské energetiky na fosilních palivech a jaderné energetice.

## Náklady
Předpokládané náklady projektu se odhadují na 400 miliard eur a zájem o účast v něm projevila řada firem např. z Německa (E.ON, RWE, Siemens nebo Deutsche Bank), Španělska, Itálie, Francie, Maroka nebo Tuniska.

## Možné vlivy na lokální a globální prostředí
Nahrazení písku, poměrně odrazivého materiálu, tmavšími solárními panely může zvýšit absobci slunečního tepla v dané lokalitě. Model, simulující pokrytí Sahary solárními články z 20 % celkové rozlohy ukazuje, že by v důsledcích mohlo dojít k globálnímu navýšení teploty o 0,16 °C, při hypotetickém využití poloviny (cca 4,5 milionu km²) Sahary by navýšení činilo 0,39 °C.  Projekt uvažuje využití 17 tis. km², tedy 0,18 % rozlohy Sahary, k 20% pokrytí se tedy neblíží ani řádově.
Projekt ale chybně pracuje s fotovoltaickými panely, ač se má jednat o solární tepelnou elektrárnu (Sluneční elektrárna), soustava zrcadel, kterou se ohřívá medium.